# 미르체아 1세
미르체아 1세 혹은 노공 미르체아(루마니아어: Mircea cel Bătrân 미르차 첼 버트른[*], 발음 [ˈmirtʃe̯a tʃel bəˈtrɨn] ( 듣기); 1355년경 – 1418년 1월 31일)는 1386년부터 1418년 사망할 때까지 왈라키아의 보이보드였다. 그는 라두 1세의 아들이자 단 1세의 형제로, 그들의 사후에 공위를 계승했다.
미르체아의 치세 동안, 1388년 도브루자, 1388/9년 세베린 반샤그 그리고 포두나비아(티모크 계곡으로 의심받는 곳)를 획득하면서, 왈라키아는 역사상 가장 넓은 지역을 지배했다. 게다가, 그는 또한 트란실바니아에 있는 암라슈(루마니아어: Amlaș)와 퍼거라슈(루마니아어: Făgăraș) 영지를 수여받았다.
"노공(老公)"라는 별칭은 그의 사후에 손자 미르체아 2세("소 미르체아")와 구별하기 위해 붙여졌지만, 일부 역사학자들은 이 별칭이 후대의 존경의 표시로 그에게 붙여졌다고 믿는다. 그는 중세의 가장 중요한 왈라키아의 통치자이자 그의 시대의 위대한 통치자 중 하나로 여겨지며, 19세기부터 루마니아 역사학은 그를 "미르체아 대왕"(루마니아어: Mircea cel Mare 미르차 첼 마레[*])이라 부르고 있다.

## 가족
미르체아는 왈라키아의 보이보드 라두 1세와 그의 부인 칼리니키아의 아들로, 바사라브 가문의 후손이다. 그는 미하일 1세, 라두 2세, 알렉산드루 1세 알데아와 블라드 2세 드러쿨의 아버지였으며, 미르체아 2세, 블라드 3세 체페슈, 블라드 4세 수도사, 라두 3세의 할아버지였고, 이들 모두가 왈라키아의 통치자가 되었다.

## 치세

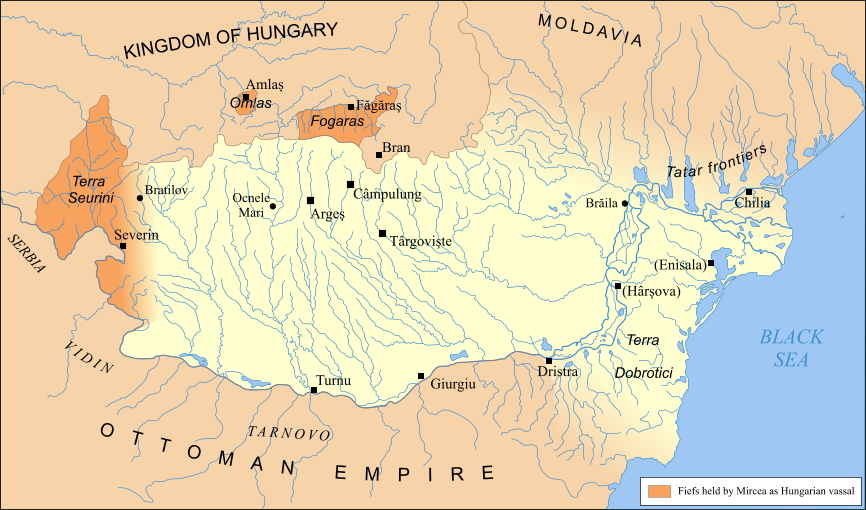
1390년경 대 미르체아 치하의 왈라키아

미르체아의 치세는 흔히 왈라키아에 안정을 가지고 왔다고 여겨진다. 세계의 불안한 지역에서 발견되는, 이 공국의 국경은 끊임없이 이동했지만, 미르체아의 통치 동안, 왈라키아는 북쪽으로는 남카르파티아산맥에서 남쪽으로는 다뉴브강까지, 서쪽으로는 다뉴브강에 있는 오늘날의 철문에서 동쪽으로는 흑해까지 역사상 가장 넓은 지역을 지배했다. 또한 미르체아의 작위는 그의 영토를 보여준다.
"나, 신실하시고 자비로우신 하나님과 사랑하시며 자기희생하신 그리스도, 그리스도 하나님 안에서, 위대한 통치자이자 하나님의 자비와 하나님의 선물의 주인이며, 운그로블라히아 모든 땅과 산들 위의 일부, 터터르, 그리고 암라슈와 퍼거라슈, 헤르츠를 지배하며 다스리고, 세베린 바나트, 그리고 포두나비아의 도처의 양쪽과, 대해까지의 지배자이며, 드르스토르의 요새의 지배자인 이오 미르체아."
미르체아는 국가의 권력을 강화하고 다양한 고위 관청을 조직했으며, 경제 발전을 촉진하고, 국가의 세입을 늘렸으며, 자국내만 아니라 주변 국가에서도 널리 유통되는 은화를 주조했다. 그는 폴란드와 리투아니아의 상인들에게 무역 특권을 주었고, 그의 전임자들이 브라쇼브 사람들에게 준 특권을 갱신했다. 그 결과, 미르체아는 그의 군사력을 증가시킬 여유가 있었다. 그는 다뉴브 성채를 요새화하고 농노로 구성된 "대군"을 강화했다. 그는 또한 동방 정교회의 열렬한 지지자라는 것을 증명하였다. 미르체아는 1388년 이 지역 최초로 집시 300가구를 수도원에 제공하며 노예를 처리한 사람이다.
몰다비아의 군주 페트루 무샤트의 중개를 통해서, 그는 1389년 폴란드의 왕 브와디스와프 2세 야기에우워와 동맹조약을 체결했다. 조약은 1404년과 1410년에 갱신되었다. 그는 그들의 공통된 관심인 오스만의 팽창에 대항하는 투쟁을 의지해 헝가리의 왕 지기스문트와 친밀한 관계를 유지했다.

### 오스만 제국과의 갈등

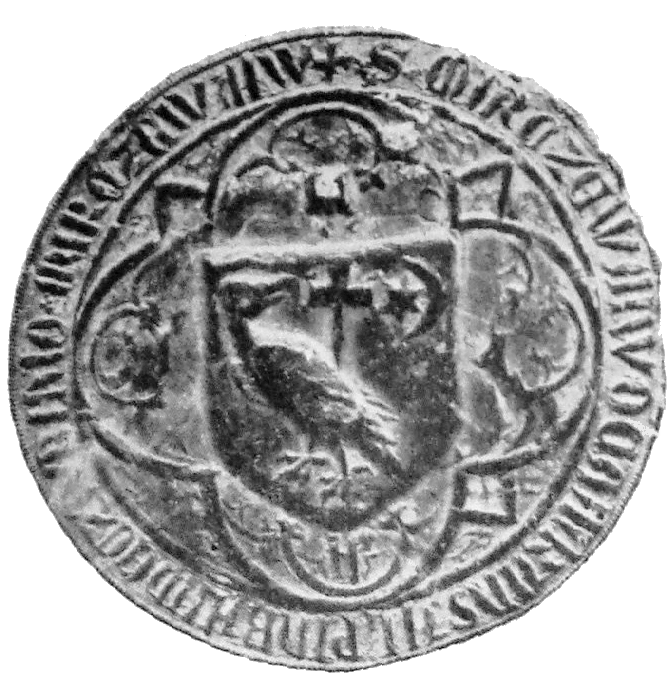
1390년부터 왈라키아의 문장을 묘사한 보이보드 미르체아의 인장

튀르크족에 맞서 싸우는 도나우 남쪽 불가리아인들의 지원을 위한 그의 개입은 오스만 제국과의 갈등을 가져왔다. 1394년, 바예지드 1세는 40,000명의 병력을 이끌고 다뉴브강을 건넜다. 미르체아는 겨우 10,000명의 병력을 가지고 있었기에 야전에서 생존할 수 없었다. 그는 오늘날 게릴라 전쟁이라고 불리는, 상대방 군대를 굶기고 소규모의 국지적인 공격과 후퇴(비대칭 전쟁의 전형적인 형태)로 싸우기를 선택했다. 1394년 10월 10일(또는 1395년 5월 17일), 두 군대는 결국 숲과 늪지대를 특징으로 하는 로비네에서 충돌하여 오스만인들이 적절히 군대를 진열하지 못하게 되었다. 미르체아는 마침내 치열한 전투에서 승리하여 오스만인들을 국외로 몰아냈다. 이 유명한 전투는 후에 미하이 에미네스쿠의 3번째 편지에서 서사시적으로 묘사되었다. 그러나, 튀르크인들이 왈라키아의 왕좌에 찬탈공 블라드을 세우는 동안, 미르체아는 헝거리로 퇴각해야 했다.
1396년. 미르체아는 헝가리의 군주로부터 시작된 반오스만 십자군에 참여했다. 십자군은 9월 25일 니코폴리스 전투에서 오스만에 승리로 끝났다. 다음해인 1397년, 미르체아는 헝가리의 지원으로 찬탈자 블라드를 물리치고, 다뉴브강을 건넌 오스만의 또 다른 원정대를 저지했으며, 1400년 그는 거기에 또 나라를 가로지르던 튀르크인의 또 다른 원정대를 격파했다.
1402년 여름 앙카라에서 티무리 랑(타메를란)에 의한 술탄 바예지드 1세의 패배는 오스만 제국에 무정부 시대를 열었고, 미르체아는 헝가리의 왕과 함께 튀르크에 대항하는 군사 작전을 조직하기 위해 이를 이용했다. 1404년 미르체아는 다시 도브루자에 그의 지배를 내세울 수 있었다. 게다가, 미르체아는 오스만 제국의 왕좌를 위한 투쟁에 참여했고 무사가 왕위에 오를 수 있도록 했다(짧은 재위 동안). 군주가 그의 권력의 정점에 도달한 것은 바로 이때였다.
그의 치세가 끝날 무렵, 미르체아는 오스만 제국과 조약을 맺었다. 매년 3,000개의 금 조각을 공물로 바치는 대가로 오스만 제국은 왈라키아를 속주("파스할리크")로 만드는 것을 단념했다.

## 참고 문헌
- (루마니아어) Bogdan Petriceicu Hasdeu, Istoria critică a românilor, vol. I, Bucharest, 1875
- (루마니아어) A. D. Xenopol, Istoria românilor din Dacia Traiană, vol. I, Iași, 1889
- (루마니아어) Nicolae Iorga, Studii și documente cu privire la istoria românilor, vol. III, Bucharest, 1901
- (루마니아어) Constantin C. Giurescu, Istoria Românilor, vol. I, Bucharest, 1938
- (in English) Dr. A.K. Brackob, Mircea the Old: Father of Wallachia, Grandfather of Dracula, Buffalo U.S.A., 2018